# 馬斯頓 (北卡羅萊納州)
馬斯頓（英語：Marston）是位於美國北卡羅萊納州里奇蒙縣的非建制地區。

## 歷史
馬斯頓的郵局自1915年營運至今。

## 地理
馬斯頓所處的海拔為高於海平面129米（即423英呎），而該地所採用的時區為UTC-5，即北美东部时区（EST）。同時該地設有夏令時間，為UTC-5調快一小時，即UTC-4（EDT）。